# Мкомази (национален парк)
Мкомази (на суахили и на английски: Mkomazi) е най-младият национален парк в Танзания, намиращ се в североизточната част на страната, на границата с Кения. Заема територии в регионите Килиманджаро и Танга, като се разполага между планините Килиманджаро на запад и Усамбара и Паре на изток. Последните две планини представляват част от Източноафриканската дъга, която на свой ред е част от Големия източноафрикански рифт. На север Мкомази граничи с кенийския национален парк Цаво, създавайки обща основа за мигриращите стада от слонове, орикс и зебра по време на дъждовния сезон. Двата парка заедно образуват една от най-големите и най-важни защитени екосистеми на Земята.
Мкомази е обявен за ловен резерват през 1951 година и за национален парк през 2006. Носи името си от езика на племето паре, където „mwiko“ означава дървена лъжичка, а „mazi“ – вода. Цялата дума има значението на „лъжичка вода“, което вероятно се отнася до недостига на водата в района или за река Умба, течаща по югоизточната граница на парка и оставаща с оскъдни количества вода през сухия сезон.

## Описание
Националният парк Мкомази представлява обединение на два ловни резервата. Разположеният в източната част Умба, създаден през 1974 година, се намира в окръг Лушото, регион Танга, а западният Мкомази – в регион Килиманджаро. От двете защитени територии Мкомази е по-голямата и с по-богато разнообразие на местообитания, а Умба заема площ от около 1500 km2. Двата бивши дивечови резервата носят общото име Национален парк Мкомази. В правителствените документи обаче, паркът понякога се нарича Национален парк Мкомази-Умба.
Паркът заема площ от 3245 km2 с разнообразен релеф. Надморската му височина варира от 230 до 1620 m. В източната си част като цяло е равен, с лек наклон на изток към река на Умба, по която преминава югоизточната му граница и която е единствената постоянно течаща река тук. В северозападния сектор съществуват редица от гористи хълмове – Кисима, Ибая, Маоре, Занге и Мзара. Сухите хълмове Тулса се издигат в центъра на парка и по тях са запазени частични останки от галерийни гори.
Крайречните гори представляват важен компонент на екологичното благосъстояние на екосистемата. През парка и край него преминават пътища от различен клас – от тесни черни до добре поддържани. На няколко километра от границите му преминава една от най-натоварените магистрали в Танзания, свързваща град Аруша с Дар ес Салаам.
Входът Zange за парка се намира на 112 km от град Моши, на 120 km от Националния парк Килиманджаро и на няколко минути пеш от малкото градче Самай. По специално споразумение паркът е лесно достъпен още и през входовете Njiro, Kivingo и Умба. Най-подходящото време за наблюдение на големите бозайници и птиците е в периода края на юни – началото на септември.

## Климат
Климатът на Мкомази се характеризира с два сезона – сух и дъждовен. Сериозно влияние върху него оказва планината Усамбара, която спира дъждоносните облаци от изток и Мкомази попада в дъждовна сянка, което превръща територията в полусуха савана. Основните източници на вода са два постоянни малки водоема и някои непостоянни, които са сухи в продължение на няколко месеца от годината и се пълнят само по време на дъждовния сезон.
Климатични показатели за територията на парка:
| Показател                          | януари | февруари | март | април | май | юни | юли | август | септември | октомври | ноември | декември |
| ---------------------------------- | ------ | -------- | ---- | ----- | --- | --- | --- | ------ | --------- | -------- | ------- | -------- |
| Максимална дневна температура (°C) | +30    | +32      | +32  | +29   | +27 | +26 | +26 | +27    | +28       | +30      | +30     | +30      |
| Минимална нощна температура (°C)   | +20    | +20      | +20  | +20   | +19 | +17 | +16 | +16    | +16       | +18      | +19     | +20      |
| Часове на слънцегреене             | 9      | 9        | 8    | 6     | 5   | 6   | 6   | 6      | 7         | 8        | 8       | 8        |
| Среден брой на дните с валежи      | 12     | 9        | 14   | 18    | 14  | 6   | 7   | 7      | 7         | 10       | 16      | 16       |
| Средни месечни валежи (mm)         | 52     | 59       | 91   | 145   | 131 | 35  | 23  | 23     | 24        | 42       | 80      | 73       |
| Максимален УВ индекс               | 11     | 11       | 11   | 11    | 11  | 10  | 10  | 11     | 11        | 11       | 11      | 11       |

## Флора
Националният парк Мкомази достига почти до южната част на областта Сахел. Характерна за него е полусухата савана, заета с треви и храстовидна растителност, вековни баобаби и изолирани скалисти хълмове. Морето от храсталаци постепенно отстъпва място на открити тревни площи, разнообразени с акациеви дървета и плитки затревени долини. По-голямата част от парка е заета от пасища, част от които през дъждовния сезон се превръщат в блата. Сухата саванна равнина е в ярък контраст с граничещите планински вериги Паре и Усамбара, обрасли с гъсти тропически гори. В парка се редуват хълмисти възвишения, залесени райони, блата, открити тревни пространства.
Горите са доминирани от акации от вида Commiphora, които подчертават уникалността на екологията на Мкомази. В парка растат голямо количество сандалови дървета, концентрирани главно в частта Умба и по-малко абаносови, характерни с твърдата си черна дървесина.

## Фауна
През сухия сезон водата в парка е оскъдна и не може да поддържа голямо количество животни. Но през дъждовния период изобилства с неколкократно повече представители на животинския свят. Река Умба и многобройните водоеми в района поддържат голямо разнообразие от диви животни. Това са характерните обитатели на саваната и териториите с храстовидни съобщества. Паркът е обитаван от „петте големи“ – слон, носорог, бивол, лъв и леопард, като в него са регистрирани общо 78 вида бозайници. Местността изобилства със стада от жирафи, зебри, обикновена кана, обикновен бубал, брадавичеста свиня и множество хищници, включително лъв, леопард, гепард и земен вълк. Тук могат да се видят още дива котка, черногръб чакал, хиена и много други.

### Бозайници
До началото на 1970-те години паркът е бил дом на около 3500 слона, които след този период са подложени на масово унищожение. В края на 1980-те години, след две десетилетия на унищожаване от бракониери на слонова кост, са останали само 11 слона. След проведената рехабилитация, повишаването на сигурността в парка и забраната на търговията със слонова кост, броят им се е увеличил, макар че все още не е достигнал предишното си ниво. Сега през сухия сезон паркът е обитаван от 200 – 300 слона, а броят им достига своя пик от почти 1000 през дъждовния сезон. Те се движат свободно както в Мкомази, така и в Цаво, а последните преброявания отбелязват нарастване на популацията им в екосистемата.
Мкомази е жизненоважно убежище за два силно застрашени вида – черния носорог и африканското диво куче, наричано още хиеново. И двата вида са успешно реинтродуцирани тук повторно. Скитник по природа, дивото куче може да се види почти навсякъде из Убежището, а черният носорог е ограничен до оградени терени, които гарантират неговата безопасност.
Реинтродуцирането на африканското диво куче е изключително сложна операция, поради уникалната социална структура на животните и необходимостта от широка гама подходящи видове плячка. Първите критично застрашени африкански диви кучета пристигат в парка през 1995 година. Началото е положено с 25 кученца от три различни семейства от масайската степ, място, където местните животновъди масаи ги тровят за да запазят добитъка си. В днешно време в Мкомази тече ветеринарна програма според която всички са ваксинирани срещу бяс, гана, лептоспироза и парвовируси. Извършени са изследвания на ДНК, които показват обещаващо биоразнообразие между трите семейства и генетична жизнеспособност на поколенията. Под кожата на всяко куче е поставен микрочип така, че екземплярите от различните семейни групи да могат да бъдат идентифицирани. При дивото куче успеваемостта на реинтродукцията достига до 60% и през 2012 година в парка има вече 52 кучета в 4 разплодни групи.
В Мкомази живеят и някои видове, които са рядкост за Танзания – орикс бейза от подвида Oryx beisa callotis с красиви много дълги рога и раираното малко куду с характерни спираловидно завити рога. В страната паркът е защитената територия с най-голяма популация от необичайната жирафова газела геренук. Благодарение на дългата си стройна шия и изправена на задните си крака, тя успява да достигне по-високи клони на акациевите дървета, недостижими за останалите антилопи. Подсемейство антилопите е представено още от газела на Грант, дик-дик и импала. Крайречните гори са дом и за редки видове черно-бели колобуси.

### Убежище за черни носорози
Създаването на убежището за черни носорози в границите на парка е планирано през 1991 година с помощта на учени, специализирали в опазване на вида на континента, а първите 4 носорога пристигат през 1996 година. Още 4 екземпляра са докарани през 2001 от Южна Африка. През 2009 година допълнително са докарани още три носорога от зоопарка на Двур Кралове-над-Лаба в Чехия. Животните пропътуват 1000 km до Амстердам, натоварени в камиони и придружени от екип от ветеринарни лекари и пазачи. След еднодневна почивка са прехвърлени в самолет и превозени до Килиманджаро, откъдето са поети от служителите на парка и откарани в Мкомази. През юни 2012 година се прави нов успешен опит за прехвърляне на носорози от зоопаркове в естествената им природна среда. В Мкомази постъпват още три носорога, пристигнали от парковете за диви животни в Port Lympne и Howletts, Англия.
Екземплярите, отглеждани за разплод в парковете Мкомази и Цаво са от подвида източноафрикански черен носорог (Diceros bicornis michaeli). Дотогава в Танзания съществуват само три много малки и силно уязвими групи от този подвид – в кратера Нгоронгоро, Националния парк Серенгети и Ловния резерват Селъс. Черният носорог е интродуциран на територия, опасана със здрава ограда с електрозащита, заемаща 45 km2 в рамките на парка. Идеята е да се създадат жизнеспособни популации, носорозите да достигнат 25 броя, след което тяхното потомство да бъде използвано за укрепване на съществуващите популации в Танзания и Кения. Територията на Убежището е разширена с още 50 km2. Посещенията на туристи в него почти не се допускат.
В наше време двата парка общо имат голяма плътност от черни носорози, далеч по-висока от тази на Южна Африка и повечето защитени територии на континента. Условията за живот са изключително благоприятни, тъй като растителността е изобилна и подходяща за хранителните вкусове на носорозите. Плодородието и многообразието ѝ се дължат на богатите вулканични почви и бимодалния модел на валежите.

### Птици
Паркът е чудесна дестинация за любителите на птичия свят с най-малко 405 записани вида птици. В големи количества присъстват гълъби, тъкачи, Bucorvus leadbeateri и токачки. Тук могат да се видят папагали, корморани, пеликани, фламинго, рибарчета, дъждосвирци, патици, степен орел, орел от вида Aquila wahlbergi, туракоподобната Corythaixoides, предпочитащата територии с голи, трънливи храсти Coracias naevius, обикновена токачка, Tockus deckeni, ястреб от вида Melierax poliopterus, перлена кукумявка (Glaucidium perlatum), стърчиопашката Macronyx aurantiigula, малкият африкански червенокоремен папагал, дългоопашатият жълто-зелен папагал Poicephalus senegalus, розовогърда чучулига, златногръд скорец, нектарникът Nectarinia hunteri, сокол пигмей, мишелов от вида Buteo augur, ендемичните за страната лешоядова токачка и папунякът от вида Phoeniculus damarensis.
Паркът е обитаван и от някои едри птици като щрауси, дропла кори, птица-секретар, птици носорози и много едрият боен орел (Polemaetus bellicosus). Макар и по-рядко срещани, тук могат да се видят характерните за сухата савана Turdoides aylmeri, птицата-мишка Colius leucocephalus, Turdus tephronotus, Rhodophoneus cruentus, Urorhipis rufifrons, скореца от вида Lamprotornis shelleyi, дребната, почти безопашата Sylvietta rufescens, пъстрата кълвачова птица Trachyphonus erythrocephalus, дългоопашатата сиво-черна Corythaixoides leucogaster, фазановата Dendroperdix sephaena, високо социализираната Eurocephalus anguitimens, дребната граблива птица Elanus axillaris и нектарник от вида Nectarinia nectarinioides. Със своите 8 cm от върха на човката до края на опашката Anthoscopus musculus е една от двете африкански птици с най-малка дължина.
В последните години тук са записани някои птици, които не са били намирани в Танзания – Tchagra jamesi, Lamprotornis superbus, Sylvietta isabellina, Eremomela flavicrissalis. Изключително рядко, но все пак е възможно да се наблюдава и чучулига на Фридман, рядка птица, обитаваща Танзания, Кения и Сомалия. През зимния сезон в Северното полукълбо паркът приема някои мигриращи птици като белия и Абдимовия щъркели, евразийската синявица, степният блатар и други.

### Влечуги
В Мкомази може да се наблюдава и голямо разнообразие от местни влечуги – питони и разнообразни видове змии, гущери агама и други. Във водите на река Умба живеят крокодили.

## Население
Териториите около парка са богати по отношение на културата на различни етнически групи. Това е рай за антрополози и туристи, които се интересуват от живота на малко известни племена. Хората паре (уапаре, уапарези, вуасу) принадлежат към племената от групата банту. За разлика от своите съседи, тавета, уазегуа и уакамба, те са по-високи и физически по-силни. Основният им поминък са земеделието и животновъдството. В контраст с масаите, които са свикнали и използват вниманието на туристите, те се държат по-внимателно и не се опитва да продават фалшиви сувенири.

## История
При създаването си през 1951 г. защитената територия е трудно достъпна, не може да бъде конкуренция на Серенгети и Нгоронгоро и съответно да привлече финансова подкрепа. Чак през 1989 правителството на Танзания преразглежда статута на резервата и го определя като зона с национален приоритет, признавайки сериозното значение и важност на територията.
Поради недостатъчното финансиране и ниското ниво на защита през 1970-те и 80-те години, местообитанията и дивата природа в Мкомази са значително застрашени от нашествието на селскостопански добитък и тежко бракониерство. Това включва загуба на всички местни екземпляри от черен носорог и почти всички слонове. Умишлените пожари, многобройни стада говеда, водени на паша тук и незаконният лов постепенно унищожават голяма част от естествената флора и фауна в района. По онова време резерватът представлява класически пример за деградация. В един момент дори се стига до вероятността той да бъде официално отписан от защитените територии и освободен за селскостопански нужди. В края на 2007 година отново се наблюдават много сериозни набези на едър рогат добитък, понякога достигащи до 10 000 глави.
Когато през 1951 година Мкомази за първи път е обявен за защитена територия, земята е обитавана от доста семейства от местните етнически групи, главно масаи и паре, занимаващи се с животновъдство. Правителството им позволява да продължат да живеят там заедно с няколко хиляди говеда, кози и овце. Следколониалното правителство също ги оставя да пребивават в парка, тъй като приема, че са живели в този район в продължение на много години и че не представляват някаква заплаха за екологията на парка. С течение на годините, обаче, възникват сериозни проблеми във връзка със собствеността и използването на земята между правителството, масаите и природозащитниците. Появяват се спорове, които са продължителни и силно политизирани. Поради разрастване на населението и броя на говедата през 1988 година цялото постоянно население е изселено, за да се намали натиска на животновъдите върху природната среда.

## Съвременно състояние
През 1989 г. правителството на Танзания, съвместно с тръста Джордж Адамсън, започва рехабилитация на парка, включително възстановяване на местообитания и програми за реинтродуциране и развъждане на силно застрашените диви кучета и черен носорог. Провежда се широка рехабилитация на инфраструктурата на резервата с работни дейности, подкрепени от местната общност и проекти, свързани със защита на дивата природа и поддържане на целостта на парка. Ремонтирани са пътища, чрез изпомпване на подпочвени води са създадени нови водоизточници, създадена е радиотранслационна мрежа. Наети са, обучени и оборудвани рейнджъри и въздушен патрул за борба с бракониерството. Световното общество за защита на животните (WSPA) организира мобилен патрулен екип, работещ в периферията на Убежището и парка като цяло. Само през първия месец екипът унищожава 300 капана и продължава с бързи темпове и много добри резултати през следващите месеци.
Мкомази е единственият танзанийски парк, в който съществуват 7 изкуствено създадени водоема. Част от тях са затлачени, а други – вече почистени, като по този начин се повишава количеството на вода за водопой на дивите животни. Съществува проект, според който на територията трябва да се изградят вятърни мелници за изпомпване на подземни води, което допълнително ще увеличи водата в парка, така необходима особено през сухия сезон.
Създадена е програма за опазване на Мкомази, която освен парка обхваща още 41 селища, граничещи с него, разположени в три области и два региона и обитавани от общо около 200 000 души. Благодарение на нея са изградени и оборудвани няколко местни начални училища и клиники. Пуснат е автобусът „Приятел на носорога“ („Rafiki те Faru“), който пътува до училища в околните села, действа като мобилна класна стая и кара учениците до новоизградения център за обучение в Убежището на носорозите. Целта е да се повиши осведомеността на населението и желанието за опазване на местните видове.

## Туризъм
Мкомази е малко посещаван парк, в който животните не са така свикнали с превозни средства и хора както в други, по-популярни дестинации в страната. Посещаван е от само 1200 туристи годишно. В парка съществува едно-единствено място за настаняване на туристи. Това е полу-постоянният палатков лагер Бабу, разположен на 11 km от входа Занге навътре в парка, срещу прекрасен хълм, осеян с огромни баобабови дървета. Състои се от 5 големи шатри със самостоятелни санитарни възли. Електроенергията се доставя от шумозаглушен генератор, който работи от 07:00 до 09:00 и от 18:30 – 23:00 часа всеки ден. Лагерът е оборудван с HF радио, ползвано при извънредни ситуации.
В сравнение с останалите 15 национални парка в страната Мкоамзи е изключително различен както в екологично отношение, така и с цялостната дейност, развивана там. Специалистите считат, че на базата на тази уникалност може да се разработи туристическа програма, която да привлече повече посетители.